# Brian Brough
Brian Brough (* 24. November 1975 in Las Vegas) ist ein US-amerikanischer Regisseur und Produzent. Er tritt seit 2007 als Regisseur in Erscheinung und verantwortet mehr als 30 Produktionen. Sein Schaffen als Produzent umfasst mehr als 40 Filme.

## Filmographie (Auswahl)
- 2007: Beauty and the Beast: A Latter-Day Tale
- 2009: Das Weihnachtswunder (Christmas Angel)
- 2011: Scents and Sensibility
- 2011: Snow Beast
- 2014: 16 Stones
- 2015: Austentatious
- 2018: Cindrella Love Story: A New Chapter
- 2019: Timeless Love
- 2022: Quest for Love